# 1978 dans les parcs de loisirs
| Années des parcs de loisirs : 1975 - 1976 - 1977 - 1978 - 1979 - 1980 - 1981    |
| Décennies des parcs de loisirs : 1940 - 1950 - 1960 - 1970 - 1980 - 1990 - 2000 |

## Parcs d'attractions

### Ouverture
- Fantasilandia ( Chili)
- Genting Theme Park ( Malaisie)
- Heide Park ( Allemagne)
- Magic Springs ( États-Unis)

### Changement de nom
- Great Adventure devient Six Flags Great Adventure ( États-Unis)
- Yorkshire Zoo devient Flamingo Land ( Royaume-Uni)

### Fermeture
- Ocean View Amusement Park (en) ( États-Unis)

## Attractions
Ces listes sont non exhaustives.

### Montagnes russes

#### Délocalisations
| Nom       | Type/Modèle         | Constructeur | Parc                  | Pays       | Anciennement             |
| --------- | ------------------- | ------------ | --------------------- | ---------- | ------------------------ |
| Corkscrew | Assises / Corkscrew | Arrow        | Myrtle Beach Pavilion | États-Unis | Corkscrew à Magic Harbor |

#### Nouveautés
| Nom                                                             | Type/Modèle             | Constructeur                    | Parc                           | Pays        |
| --------------------------------------------------------------- | ----------------------- | ------------------------------- | ------------------------------ | ----------- |
| Avonturenslang                                                  | Junior / Tivoli         | Zierer                          | Avonturenpark Hellendoorn      | Pays-Bas    |
| Blazing Fury                                                    | En intérieur            |                                 | Silver Dollar City Tennessee   | États-Unis  |
| Colossus                                                        | Bois racing             | International Amusement Devices | Six Flags Magic Mountain       | États-Unis  |
| Corkscrew                                                       | Assises / Corkscrew     | Arrow Dynamics                  | Geauga Lake                    | États-Unis  |
| Galaxi                                                          | Assises / Galaxi        | S.D.C.                          | Funtown Splashtown USA         | États-Unis  |
| Galaxy                                                          | Assises / Galaxi        | S.D.C.                          | Fantasilandia                  | Chili       |
| Gemini                                                          | Hybrides racing         | Arrow Dynamics                  | Cedar Point                    | États-Unis  |
| Grand Canyon Bahn                                               | E-Powered               | Anton Schwarzkopf               | Phantasialand                  | Allemagne   |
| Greezed Lightnin'                                               | Navette / Shuttle Loop  | Anton Schwarzkopf               | Six Flags Astroworld           | États-Unis  |
| Jumbo Jet                                                       | Assises / Jet Star 3    | Anton Schwarzkopf               | Walibi                         | Belgique    |
| Lightnin' Loops'                                                | Navette / Launched Loop | Arrow Dynamics                  | Great Adventure                | États-Unis  |
| Loch Ness Monster                                               | Assises                 | Arrow Dynamics                  | Busch Gardens: The Old Country | États-Unis  |
| Marienkäferbahn                                                 | Junior / Tivoli         | Zierer                          | Gröverland                     | Allemagne   |
| The Riddler MindbenderMind Bender Devenu The Riddler Mindbender | Assises                 | Anton Schwarzkopf               | Six Flags Over Georgia         | États-Unis  |
| Montezooma's Revenge                                            | Navette / Shuttle Loop  | Anton Schwarzkopf               | Knott's Berry Farm             | États-Unis  |
| Shock Wave                                                      | Assisess                | Anton Schwarzkopf               | Six Flags Over Texas           | États-Unis  |
| Tidal Wave                                                      | Navette / Shuttle Loop  | Anton Schwarzkopf               | Marriott's Great America       | États-Unis  |
| Timber Ride                                                     | Junior / Tivoli         | Zierer                          | Legoland Billund               | Danemark    |
| Tornado                                                         | Bois                    | Philadelphia Toboggan Company   | Adventureland                  | États-Unis  |
| Wildcat                                                         | Junior / Zyklon         | Pinfari                         | Pleasureland Southport         | Royaume-Uni |
| Wild Hog                                                        | Junior                  |                                 | Magic Springs                  | États-Unis  |
| Wild Rider                                                      | Assises                 | Anton Schwarzkopf               | Great Adventure                | États-Unis  |

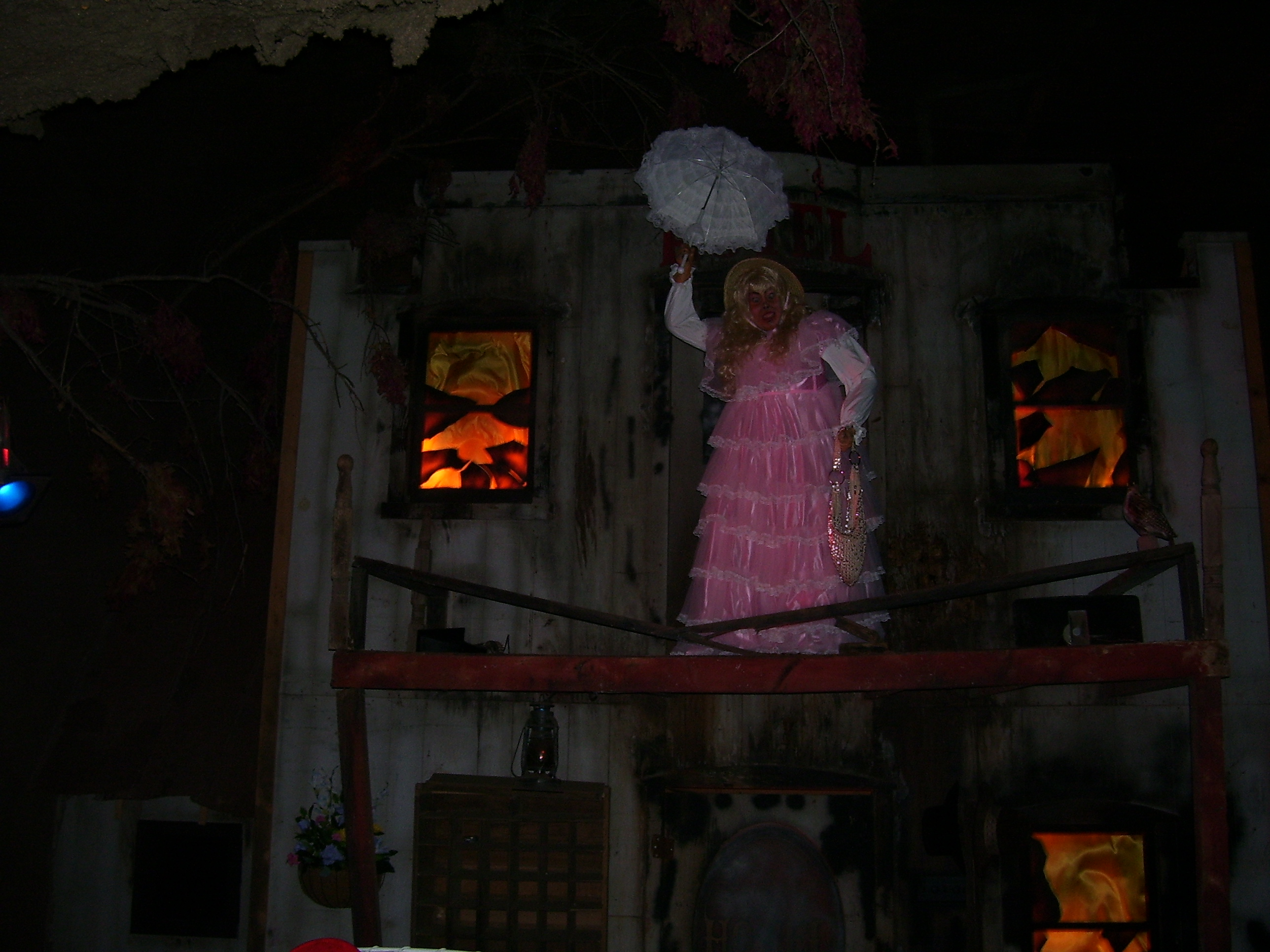
Blazing Fury à Silver Dollar City Tennessee
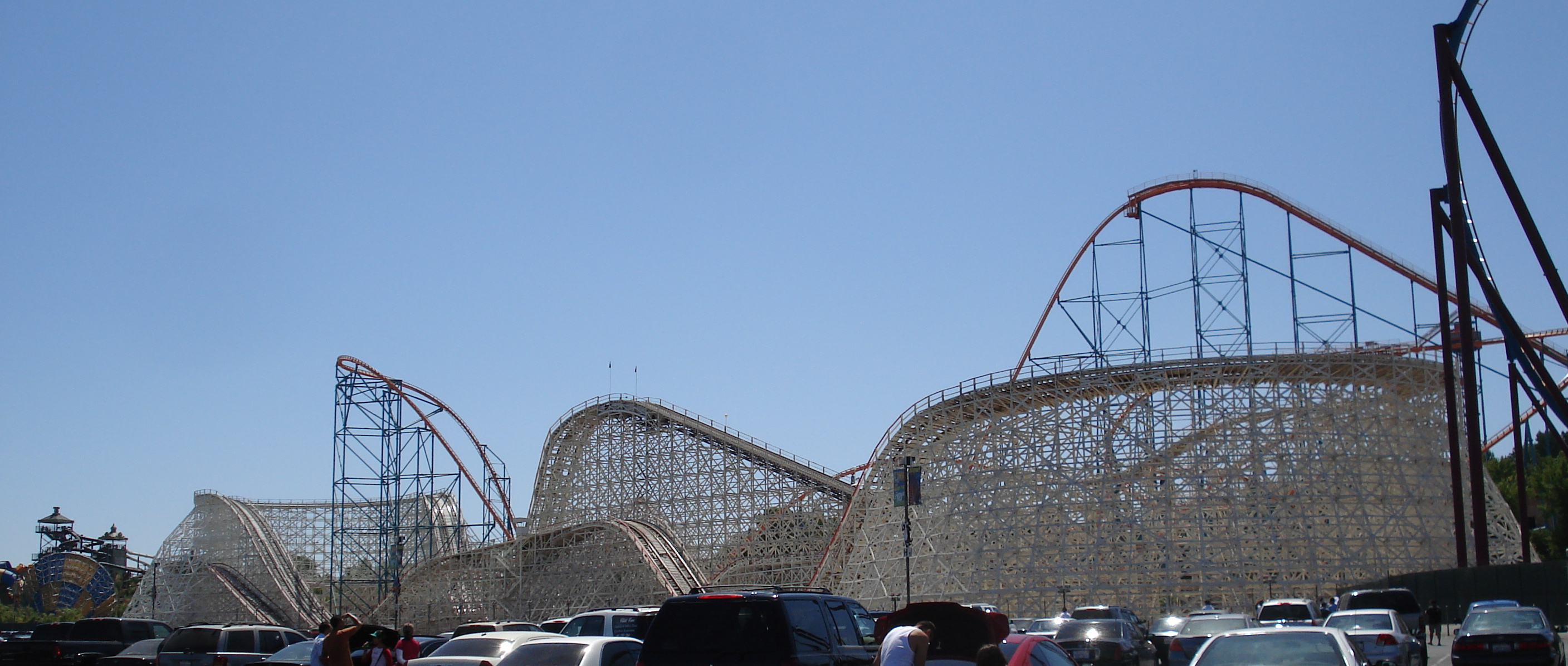
Colossus à Six Flags Magic Mountain
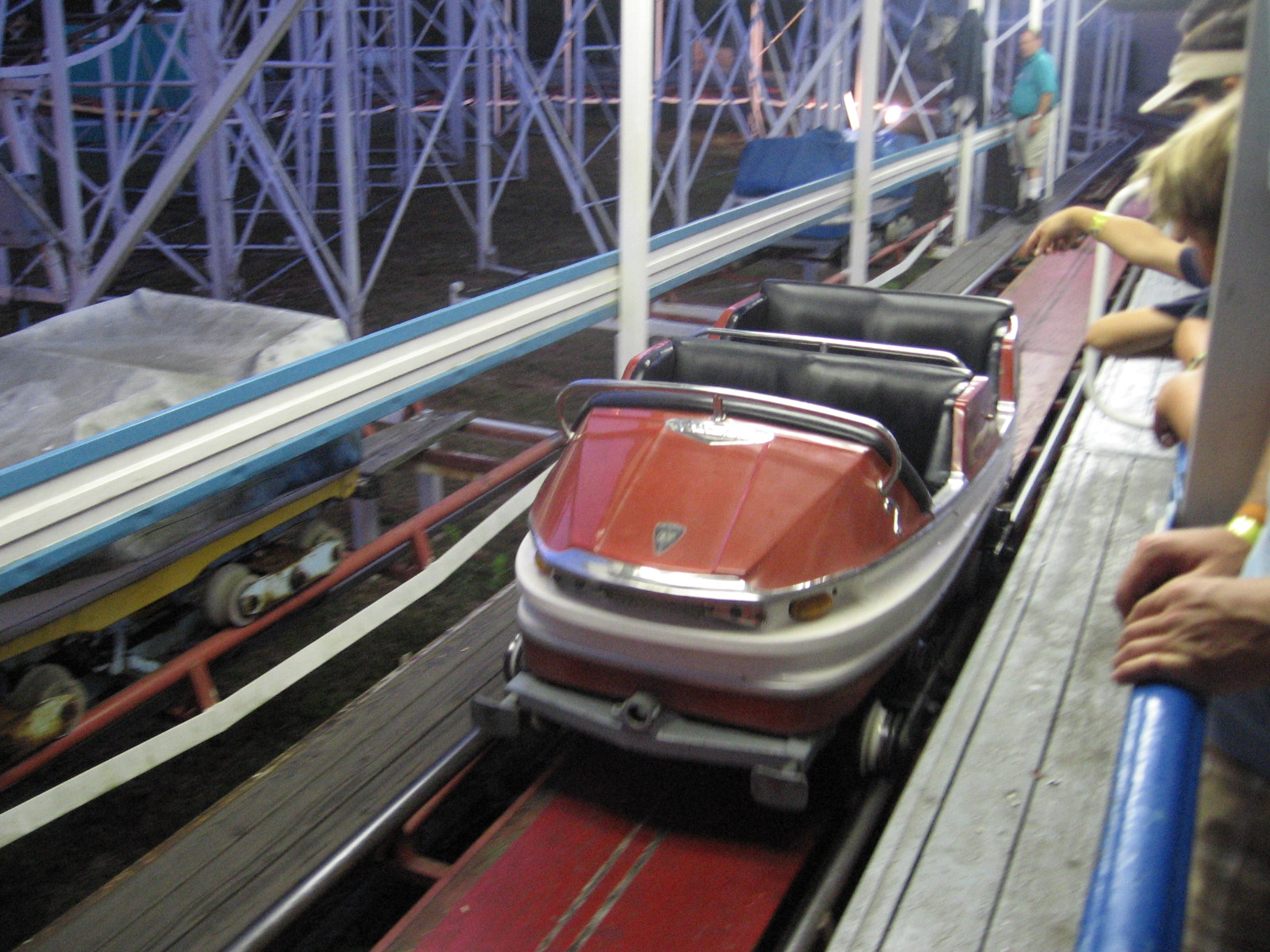
Galaxi à Funtown Splashtown USA
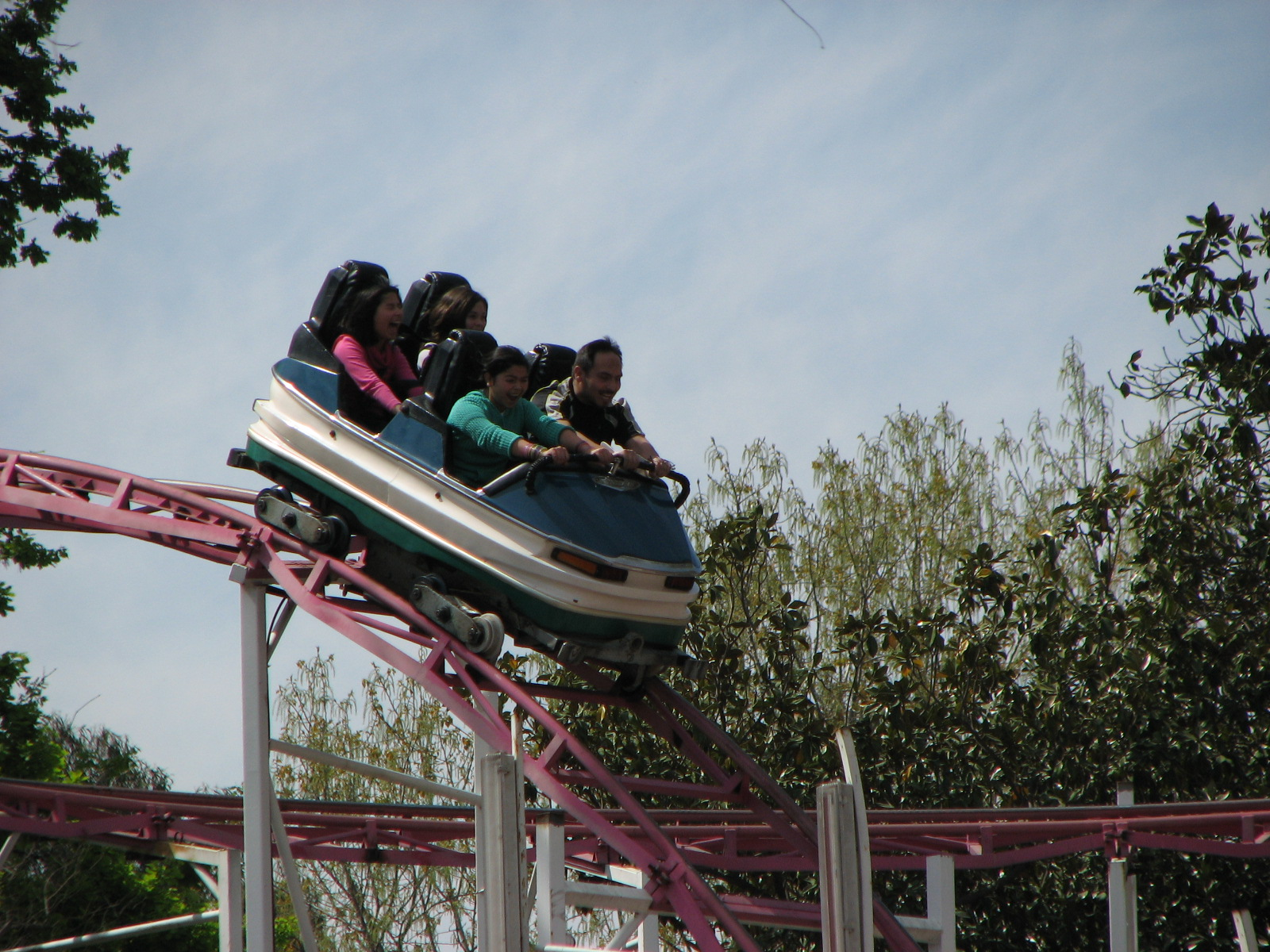
Galaxy à Fantasilandia
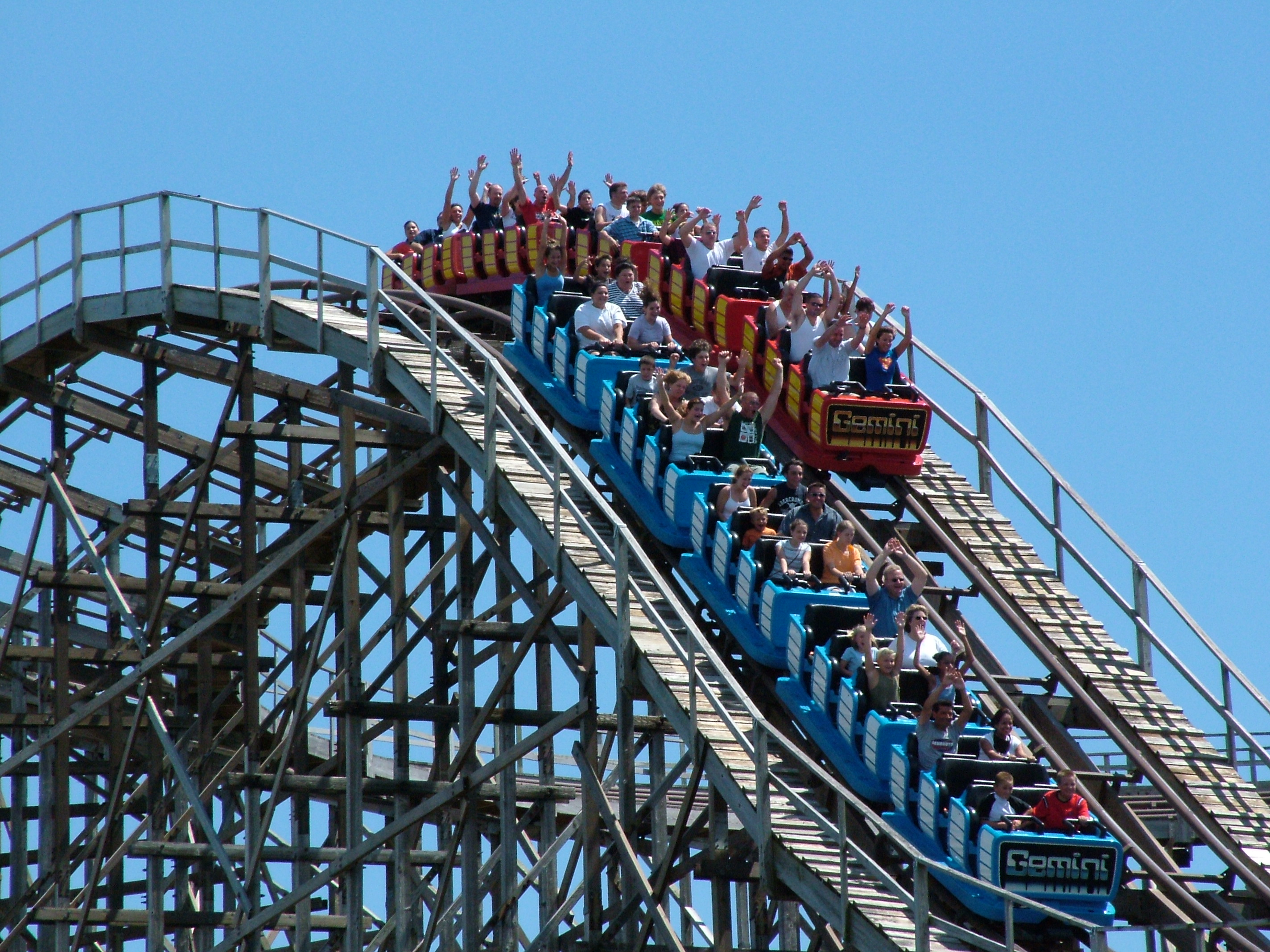
Gemini à Cedar Point
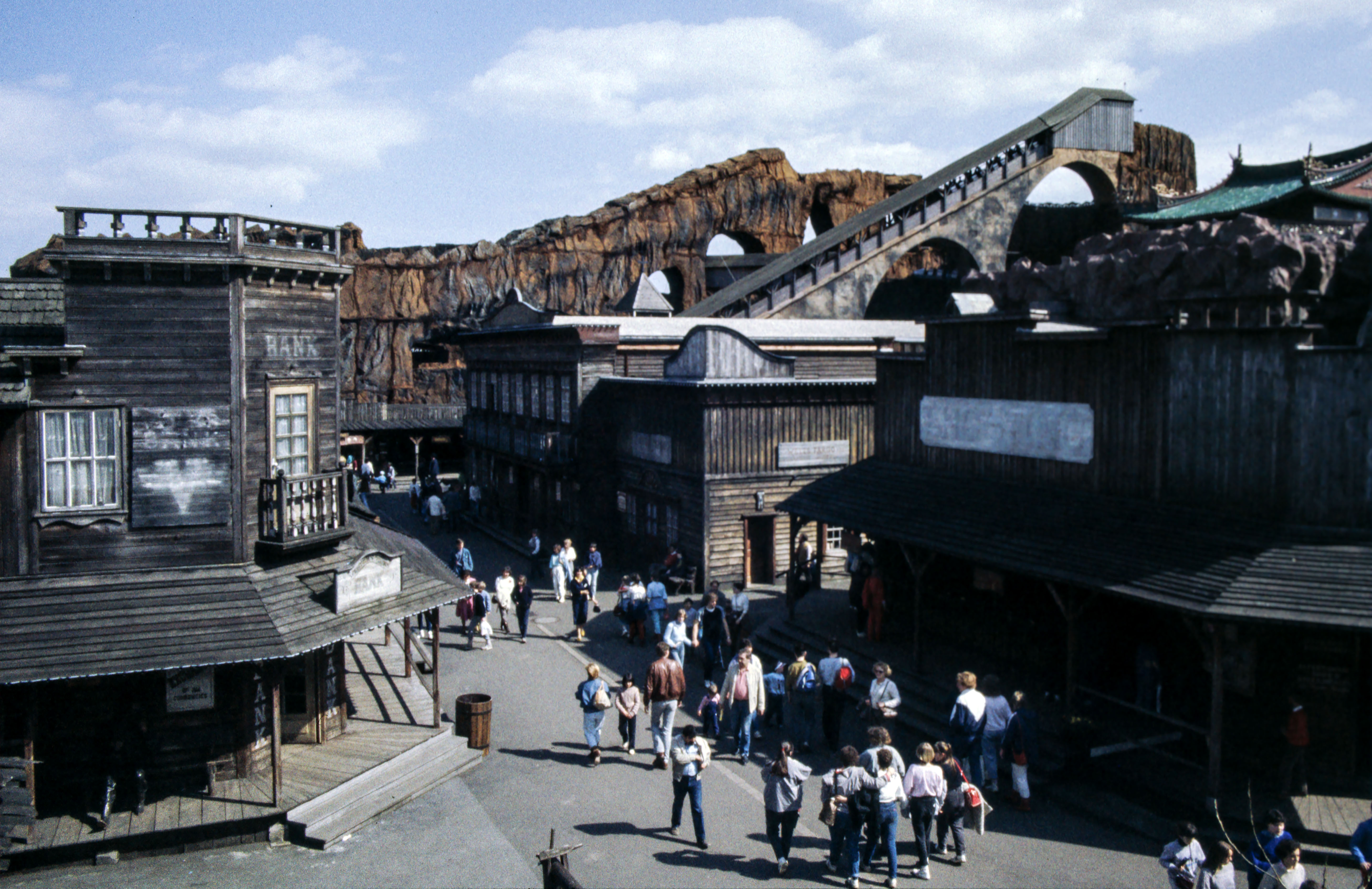
Grand-Canyon-Bahn à Phantasialand
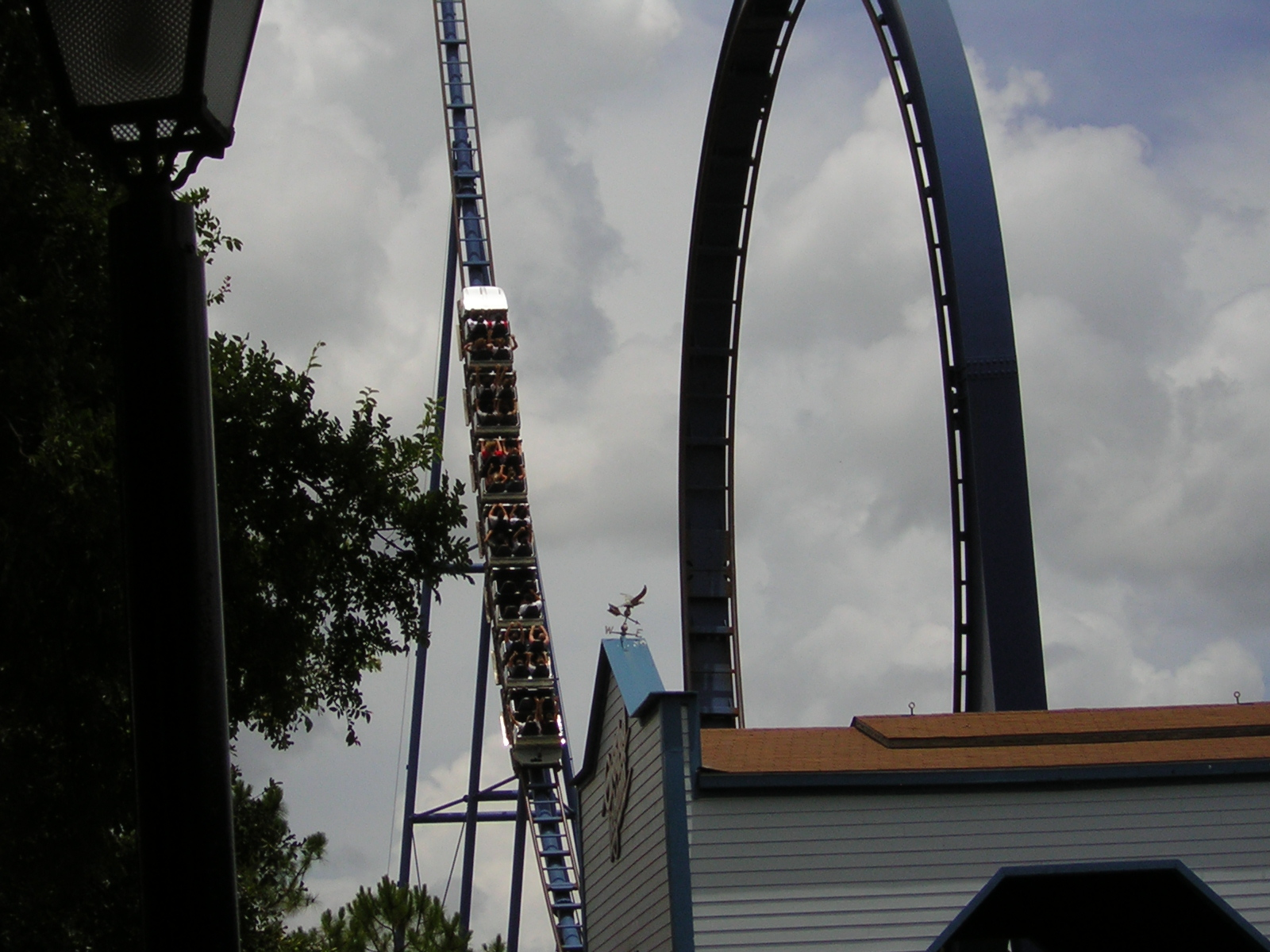
Greezed Lightnin' à Six Flags Astroworld
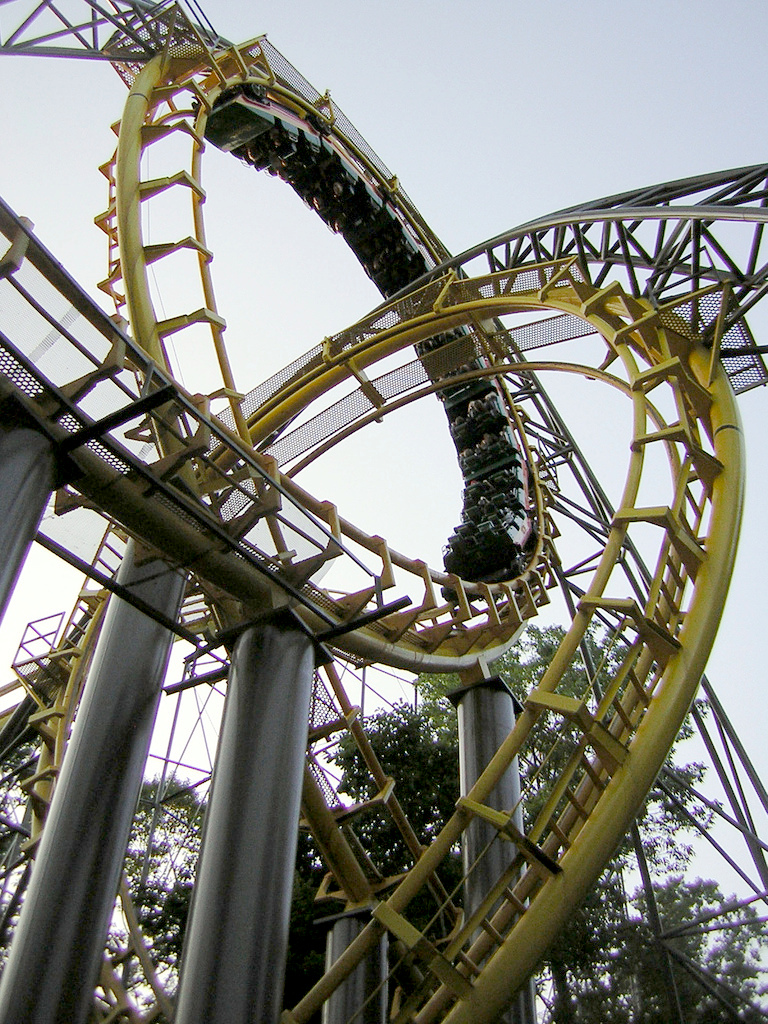
Loch Ness Monster à Busch Gardens: The Old Country
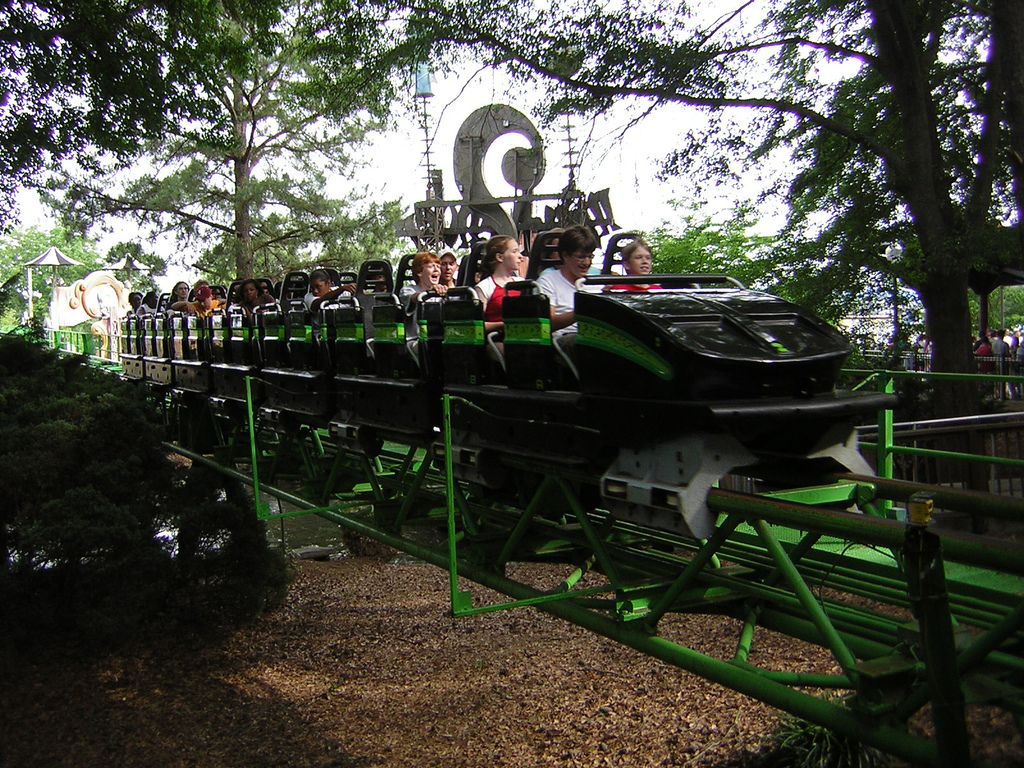
Mind Bender à Six Flags Over Georgia
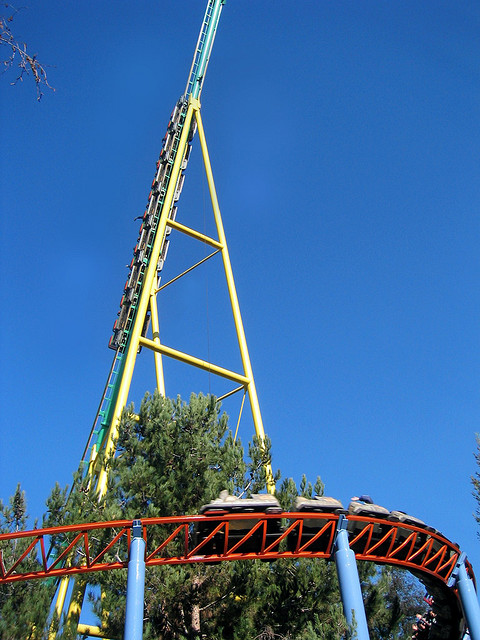
Montezooma's Revenge à Knott's Berry Farm
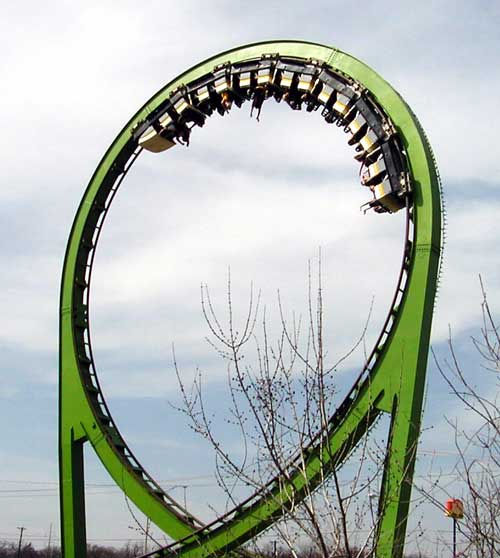
Shock Wave à Six Flags Over Texas
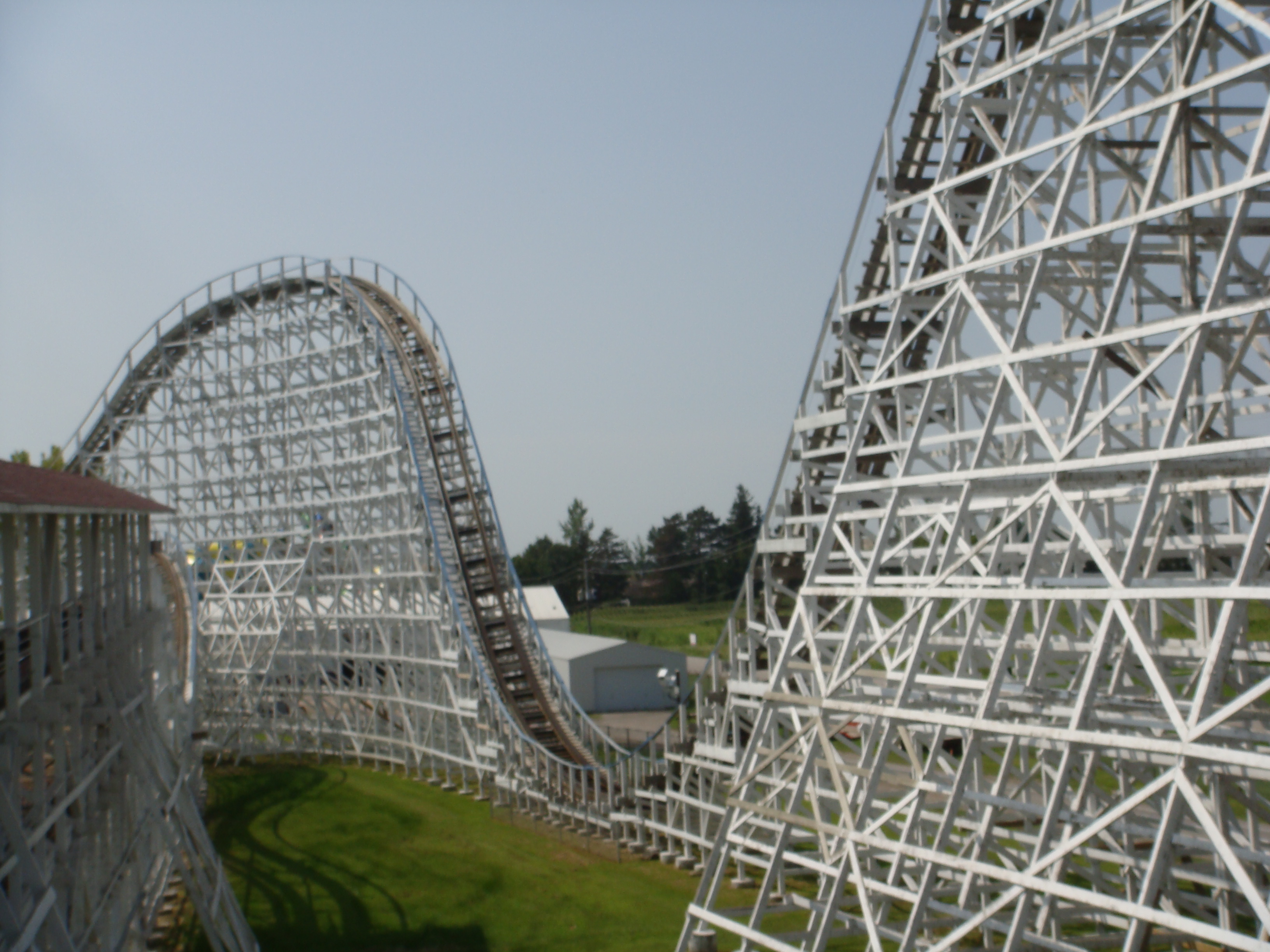
Tornado à Adventureland

### Autres attractions
| Nom                                                                       | Type/Modèle                              | Constructeur                       | Parc                              | Pays       |
| ------------------------------------------------------------------------- | ---------------------------------------- | ---------------------------------- | --------------------------------- | ---------- |
| Blumenmeer-Bootsfahrt                                                     | Croisière scénique                       | Mack Rides                         | Hansaland                         | Allemagne  |
| Dschungel Fahrt                                                           | Tow boat ride                            | Mack Rides                         | Europa-Park                       | Allemagne  |
| Einschienenhochbahn                                                       | Monorail                                 | Mack Rides                         | Rasti-Land                        | Allemagne  |
| Enterprise                                                                | Enterprise                               | Huss Rides                         | Valleyfair                        | États-Unis |
| Floßfahrt                                                                 | Tow boat ride                            | Mack Rides                         | Heide Park                        | Allemagne  |
| Heide Park Express                                                        | Train                                    | Chance Manufacturing Company, Inc. | Heide Park                        | Allemagne  |
| Jungle adventure Devenu Bob & Bobette puis Voodoo river et Jungle mission | Tow boat ride                            | Intamin                            | Bellewaerde                       | Belgique   |
| Mine d'or (la)                                                            | Parcours scénique                        |                                    | Fraispertuis-City                 | France     |
| Monza-Piste                                                               | Circuit de voitures de course            | Gebruder Ihle                      | Heide Park                        | Allemagne  |
| Nostalgiekarussell                                                        | Carrousel                                |                                    | Heide Park                        | Allemagne  |
| Oldtimer-Rundkurs                                                         | Circuit de tacots                        | Mack Rides                         | Heide Park                        | Allemagne  |
| Oldtimers                                                                 | Circuit de tacots                        | Gebruder Ihle                      | Bobbejaanland                     | Belgique   |
| Panoramabahn                                                              | Monorail                                 |                                    | Heide Park                        | Allemagne  |
| Radeaux (les) Devenu Gold River Adventure                                 | Tow boat ride                            | Intamin                            | Walibi                            | Belgique   |
| Rio Grande                                                                | Bûches                                   | Reverchon                          | Walibi                            | Belgique   |
| Río Misterioso                                                            | Barque scénique                          |                                    | Parque de Atracciones de Zaragoza | Espagne    |
| Sky Chuter                                                                | Paratower                                | Intamin                            | Six Flags Over Mid-America        | États-Unis |
| Spookslot                                                                 | Maison hantée                            |                                    | Efteling                          | Pays-Bas   |
| Tiroler Wildwasserbahn                                                    | Bûches                                   | Mack Rides                         | Europa-Park                       | Allemagne  |
| Turbo Lift                                                                | Tri Star                                 | Huss Rides                         | Walibi                            | Belgique   |
| Viking's Revenge Flume Ride                                               | Bûches                                   | Sea World                          | Sea World                         | Australie  |
| Volcano                                                                   | Enterprise                               | Huss Rides                         | Kennywood                         | États-Unis |
| Wellenreiter                                                              | Troïka                                   | Huss Rides                         | Hansaland                         | Allemagne  |
| Wichtelhausenbahn                                                         | Parcours de véhicules en forme d'animaux | Mack Rides                         | Heide Park                        | Allemagne  |

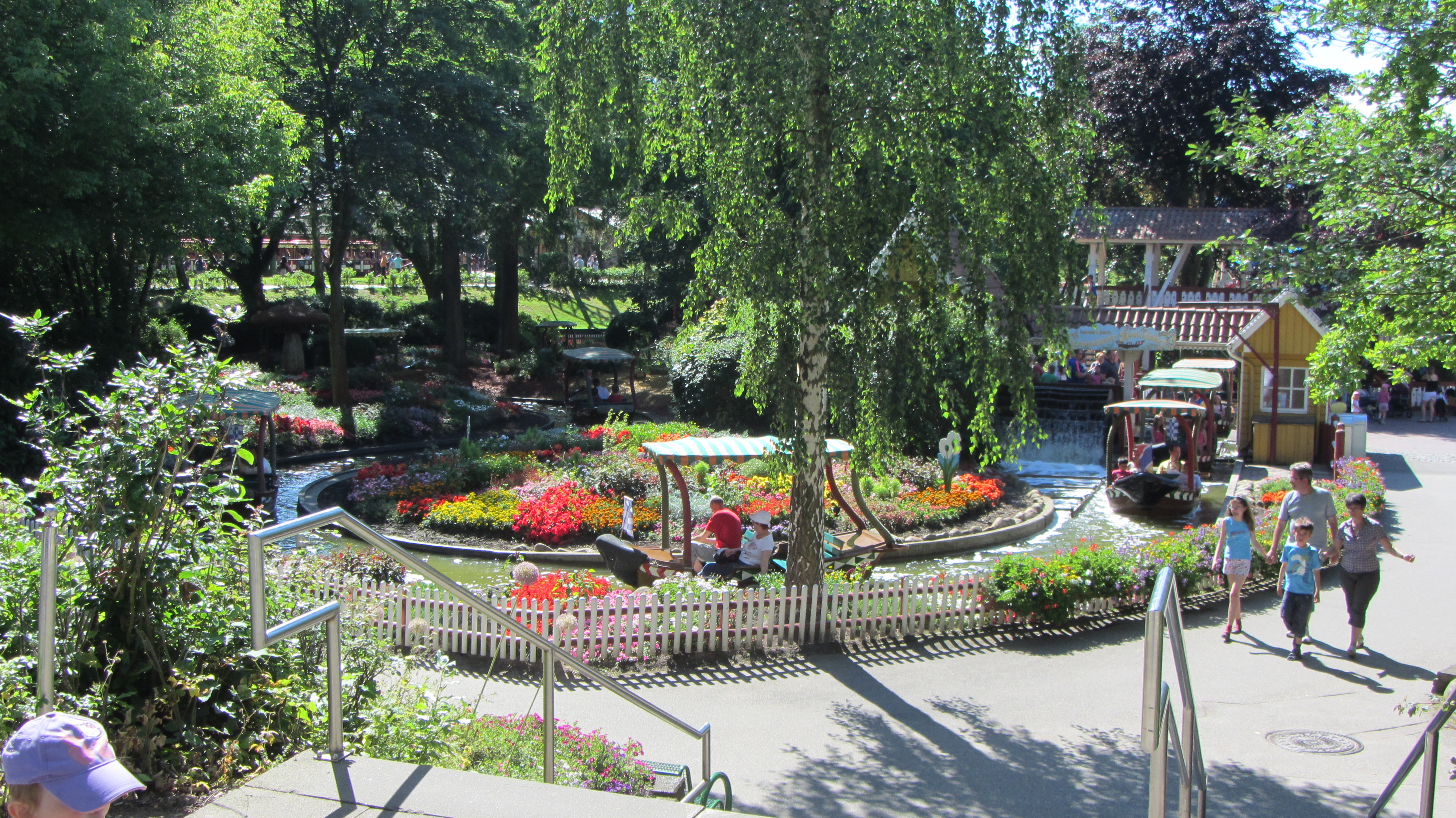
Blumenmeer-Bootsfahrt à Hansaland
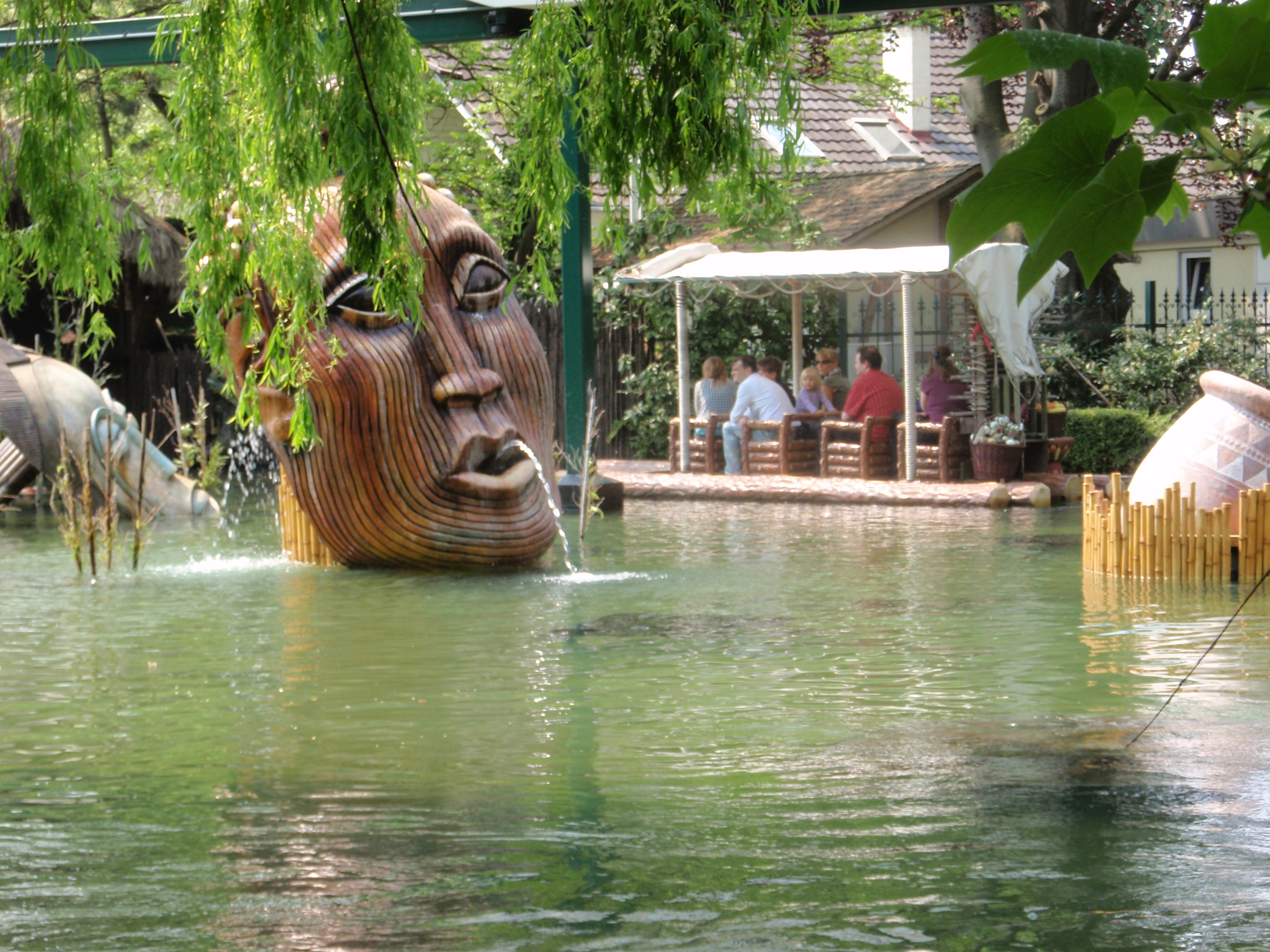
Dschungel Fahrt à Europa-Park
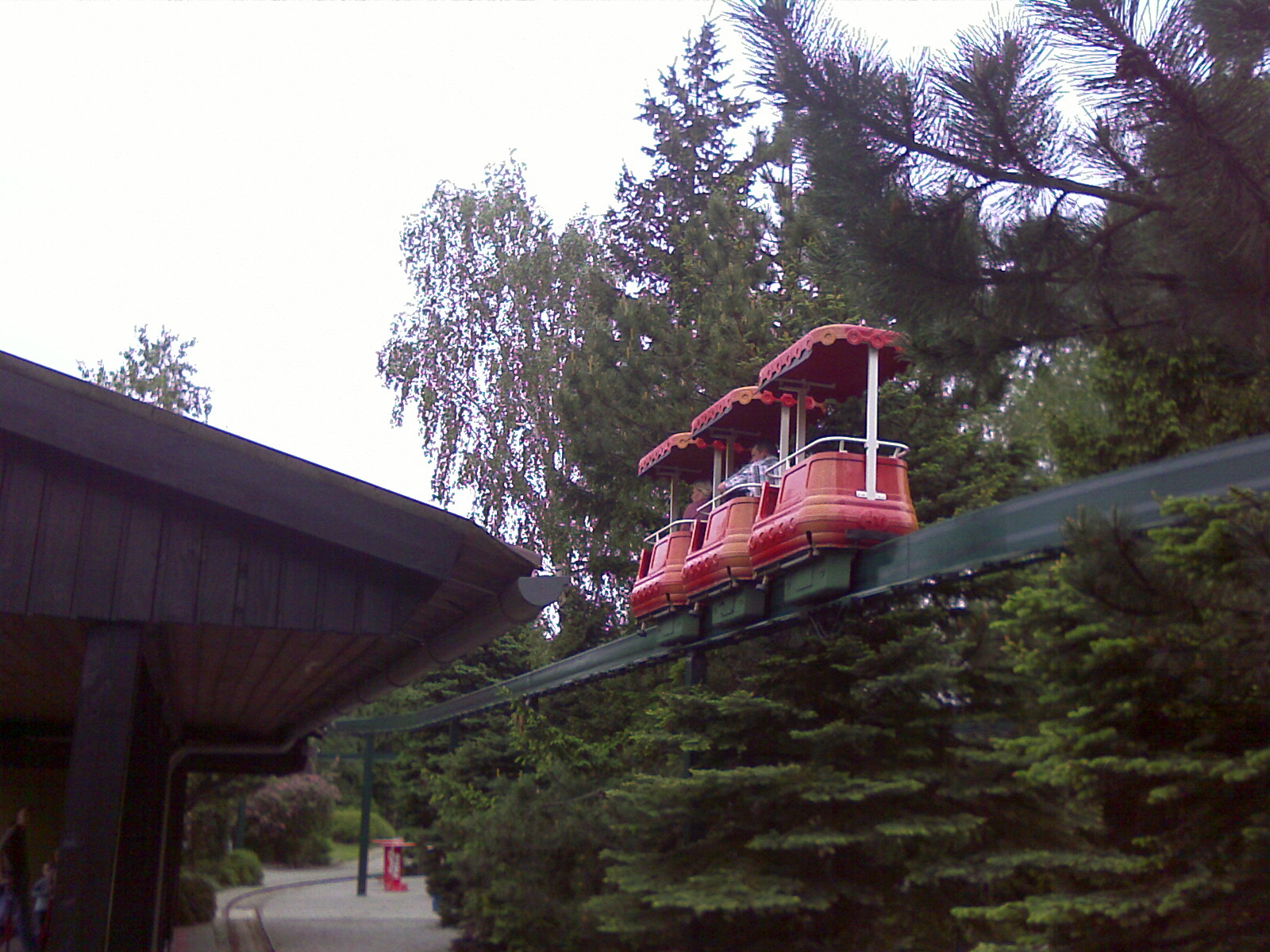
Einschienenbahn à Rasti-Land
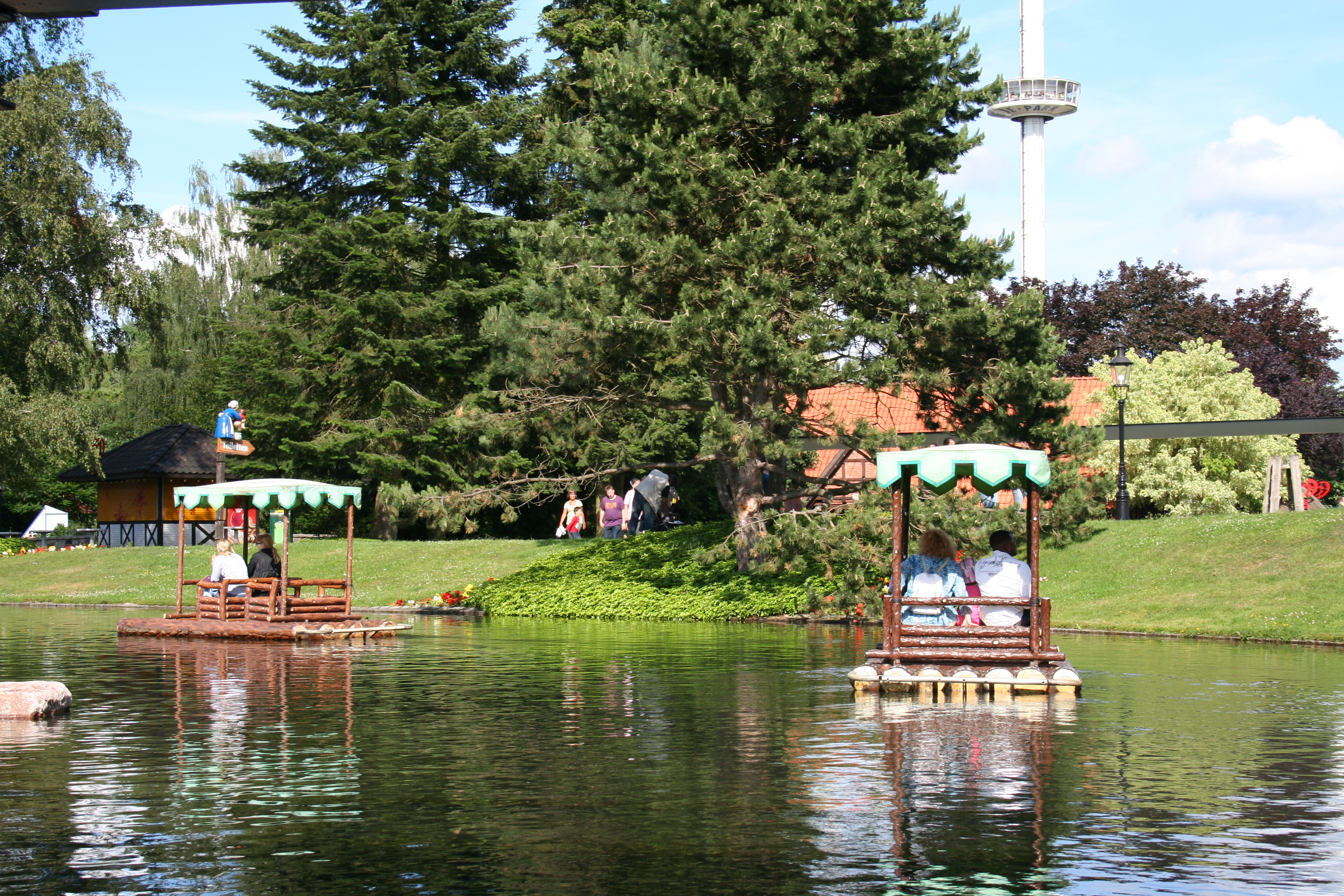
Floßfahrt à Heide Park
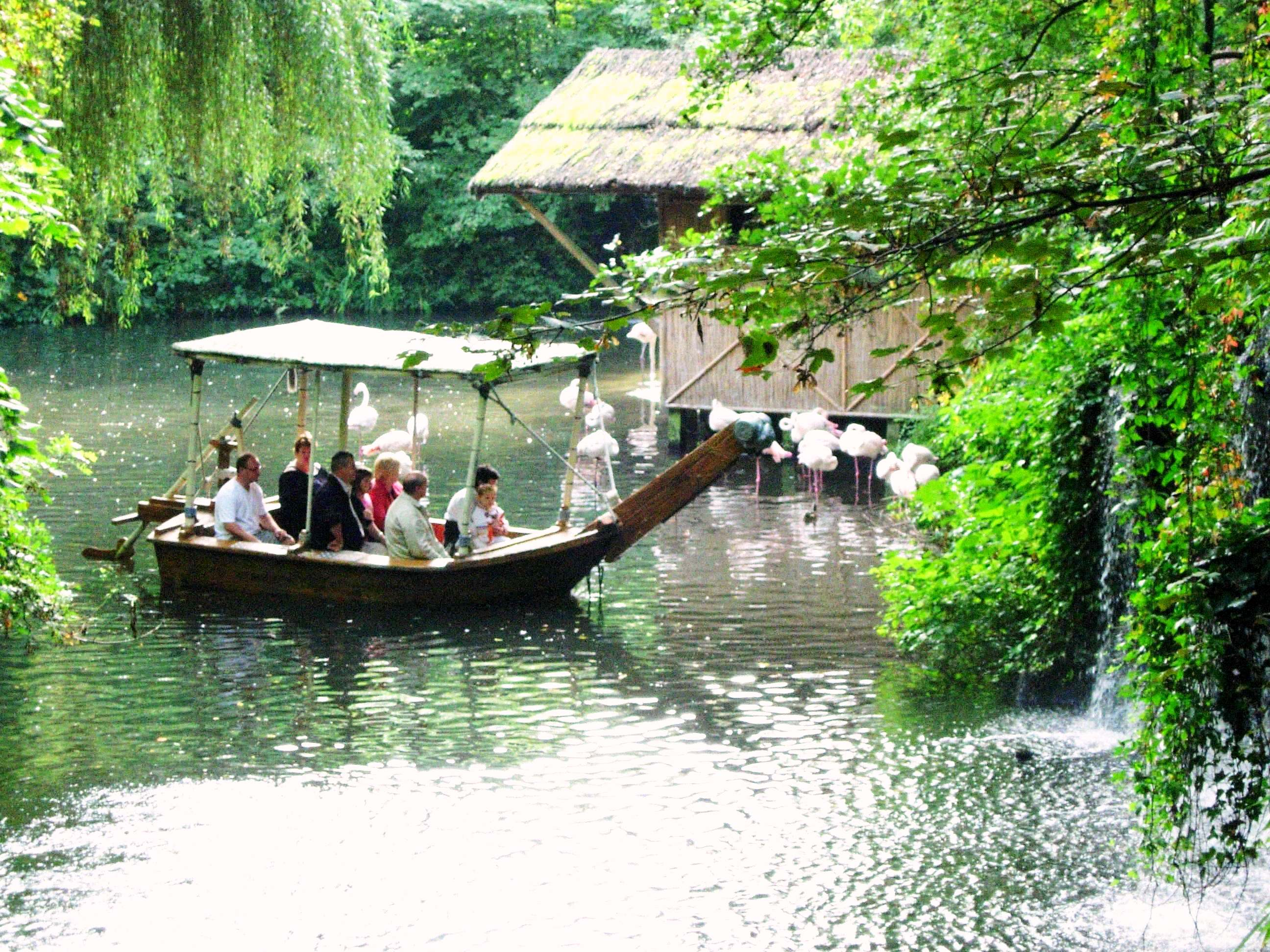
Jungle adventure à Bellewaerde
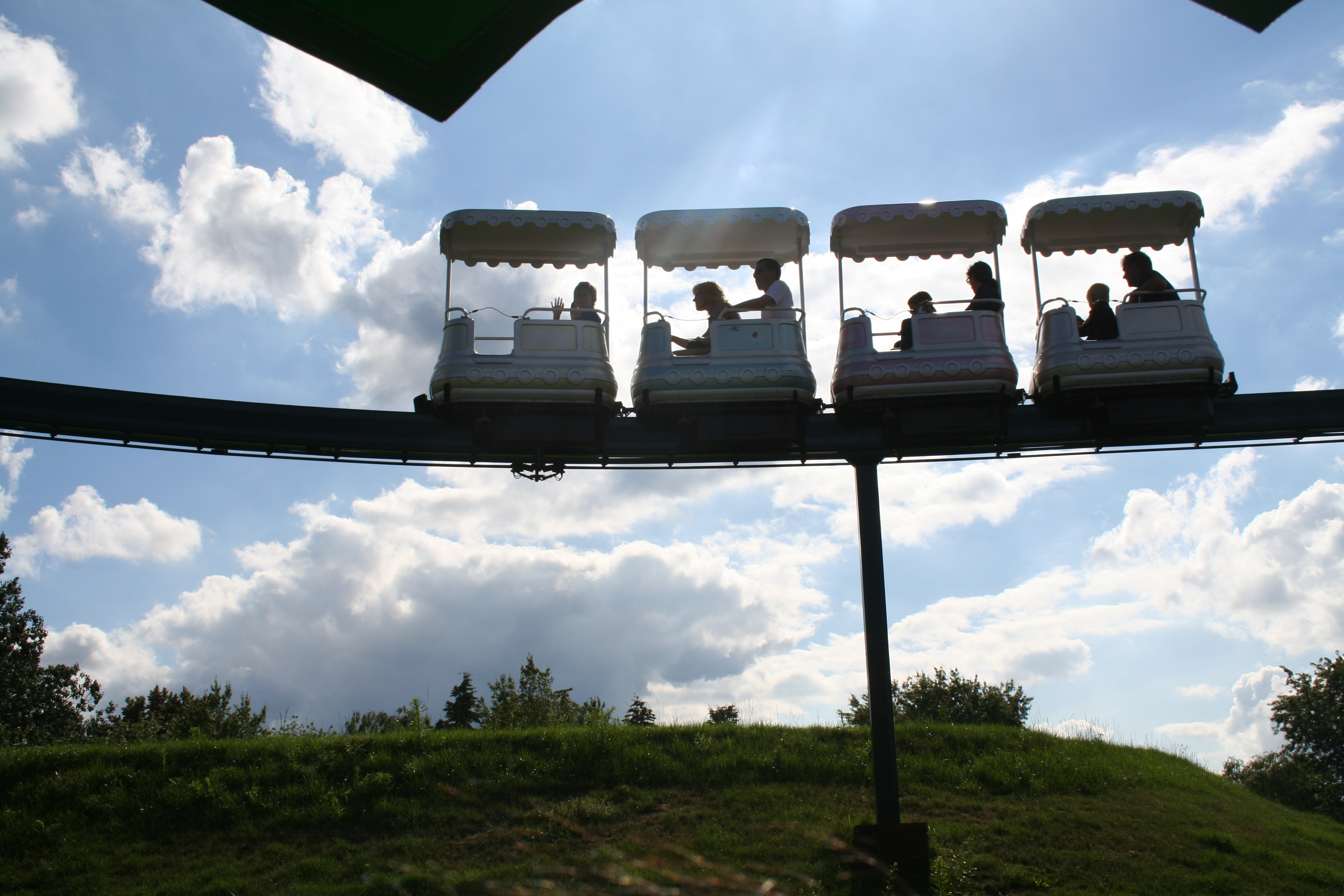
Panoramabahn à Heide Park
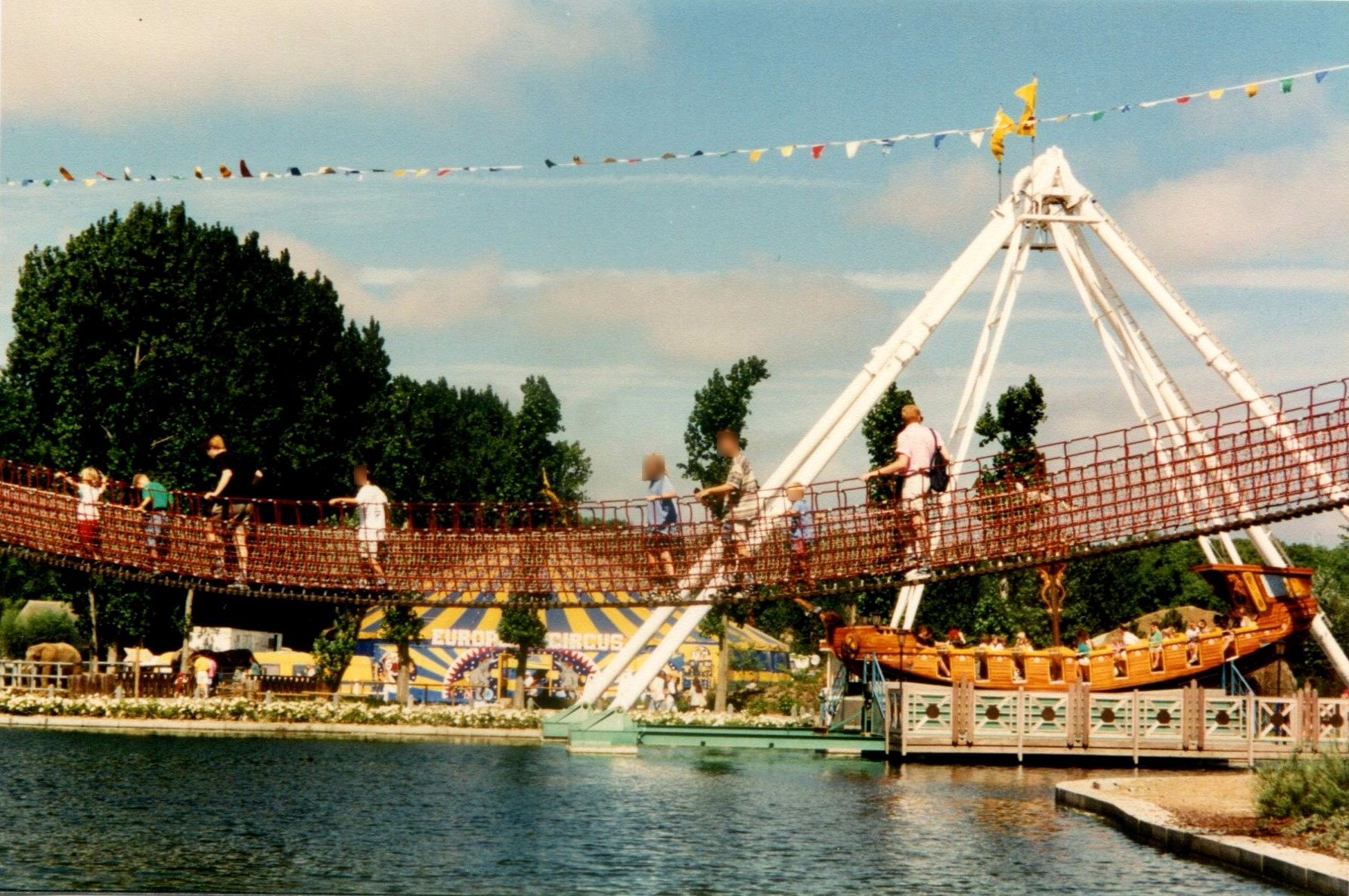
Piratenboot à Meli Park
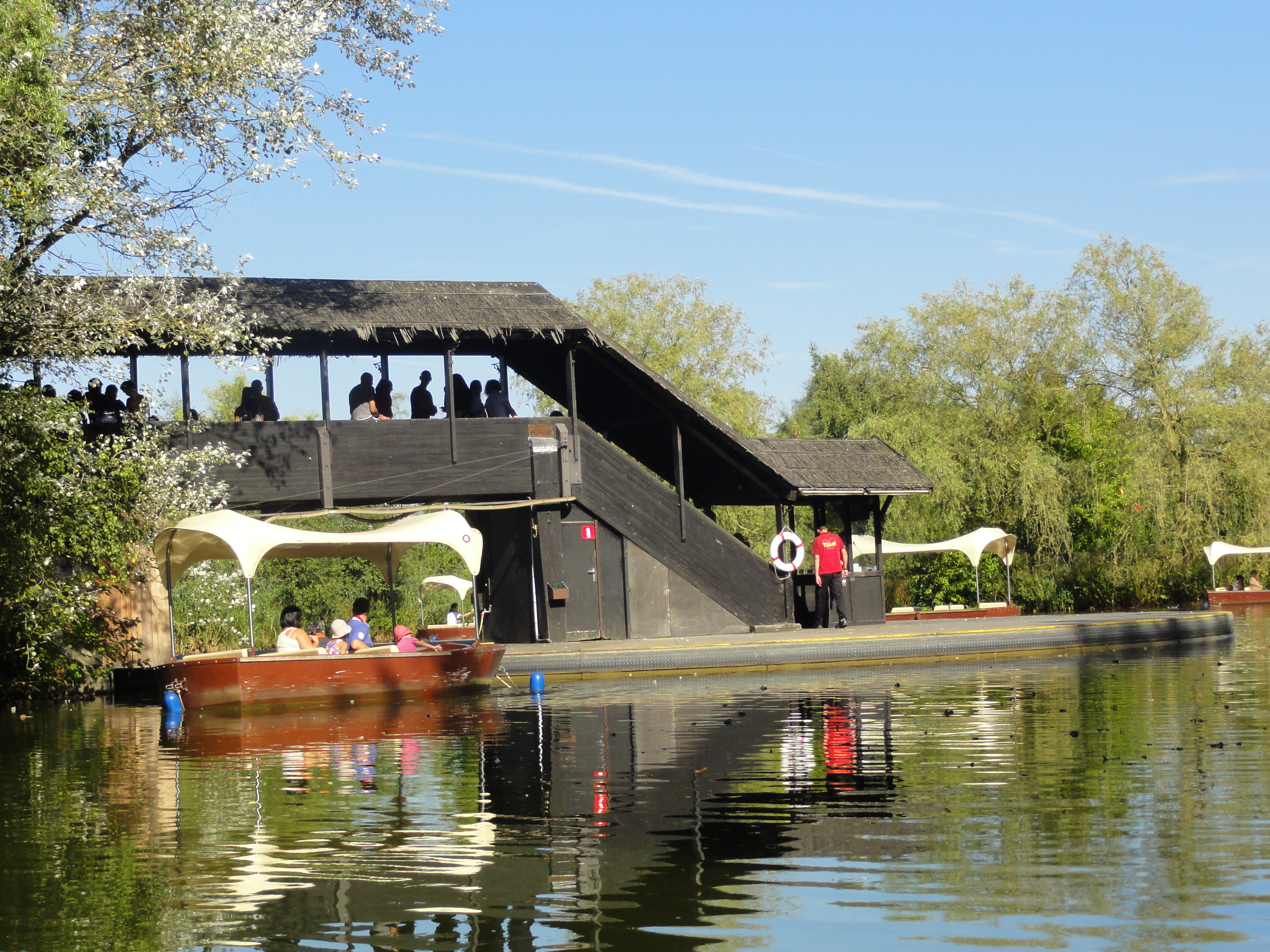
Radeaux à Walibi
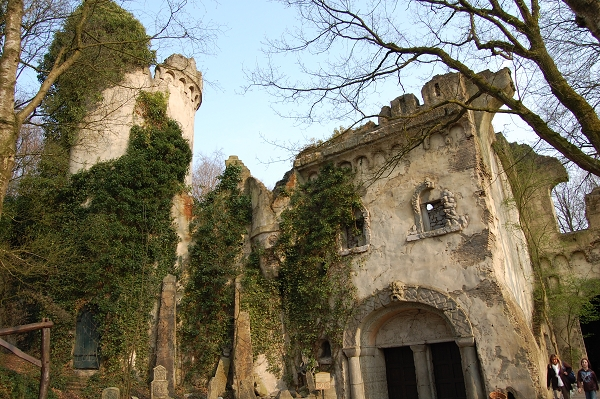
Spookslot à Efteling
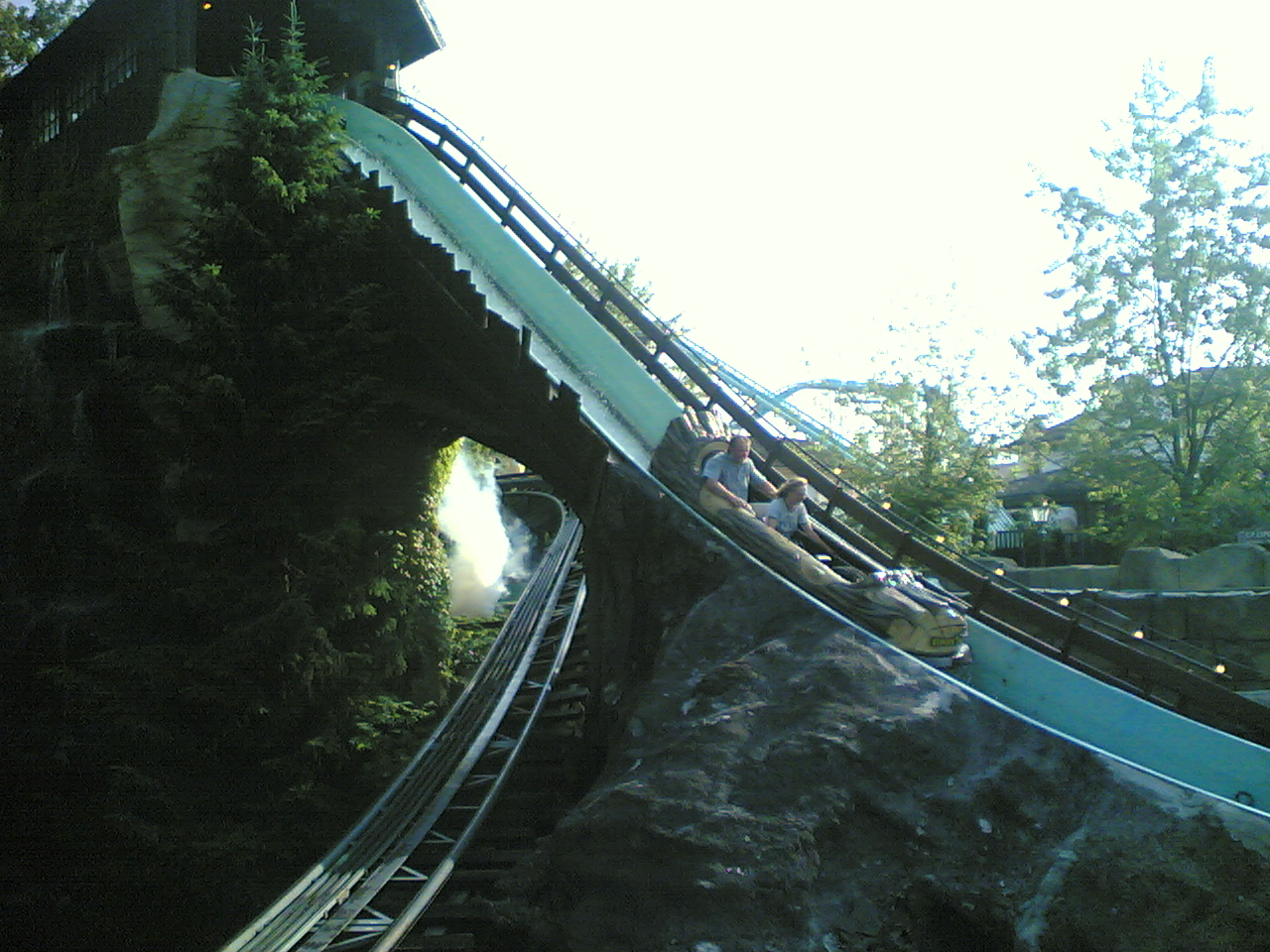
Tiroler Wildwasserbahn à Europa-Park
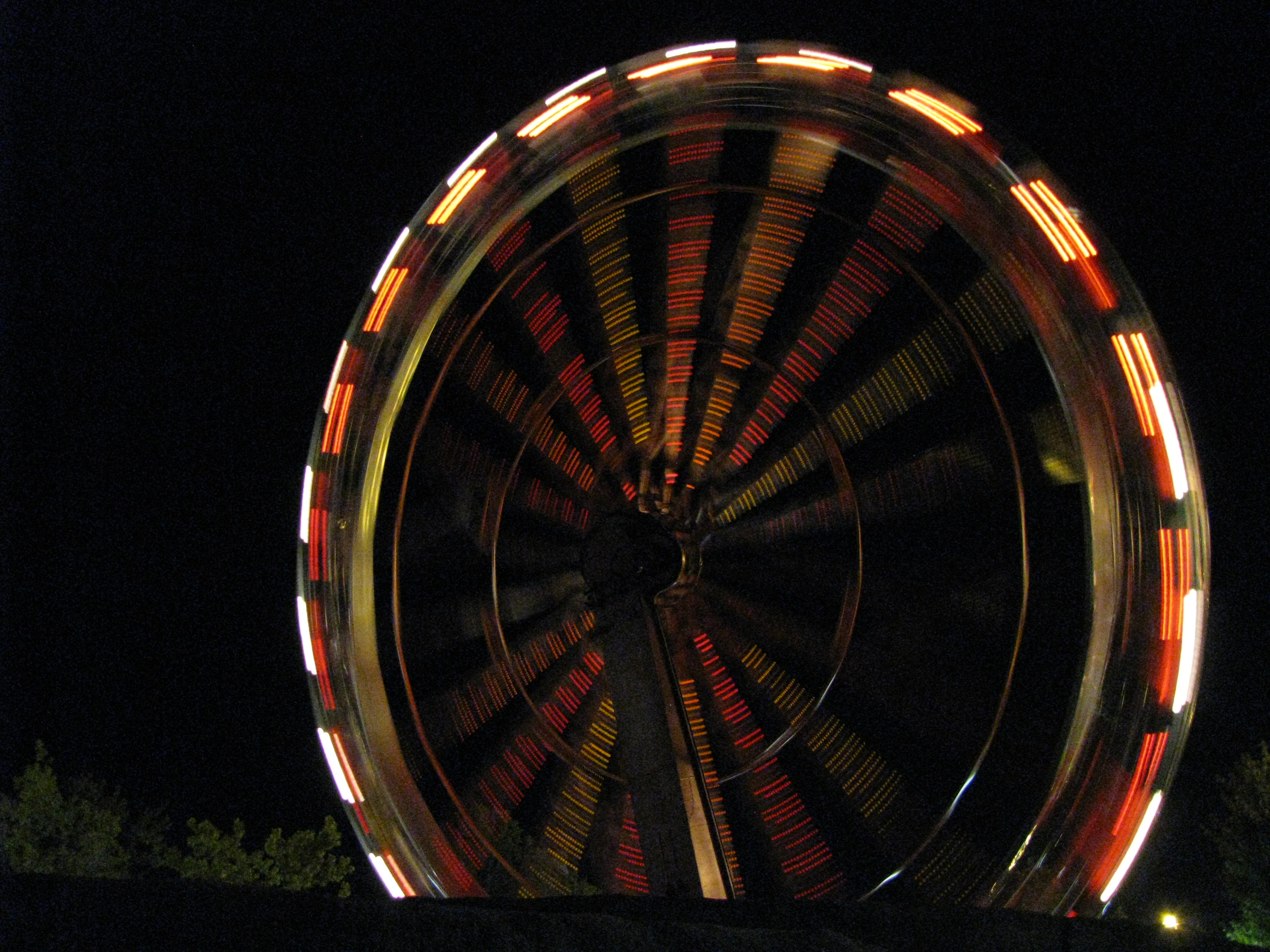
Volcano à Kennywood
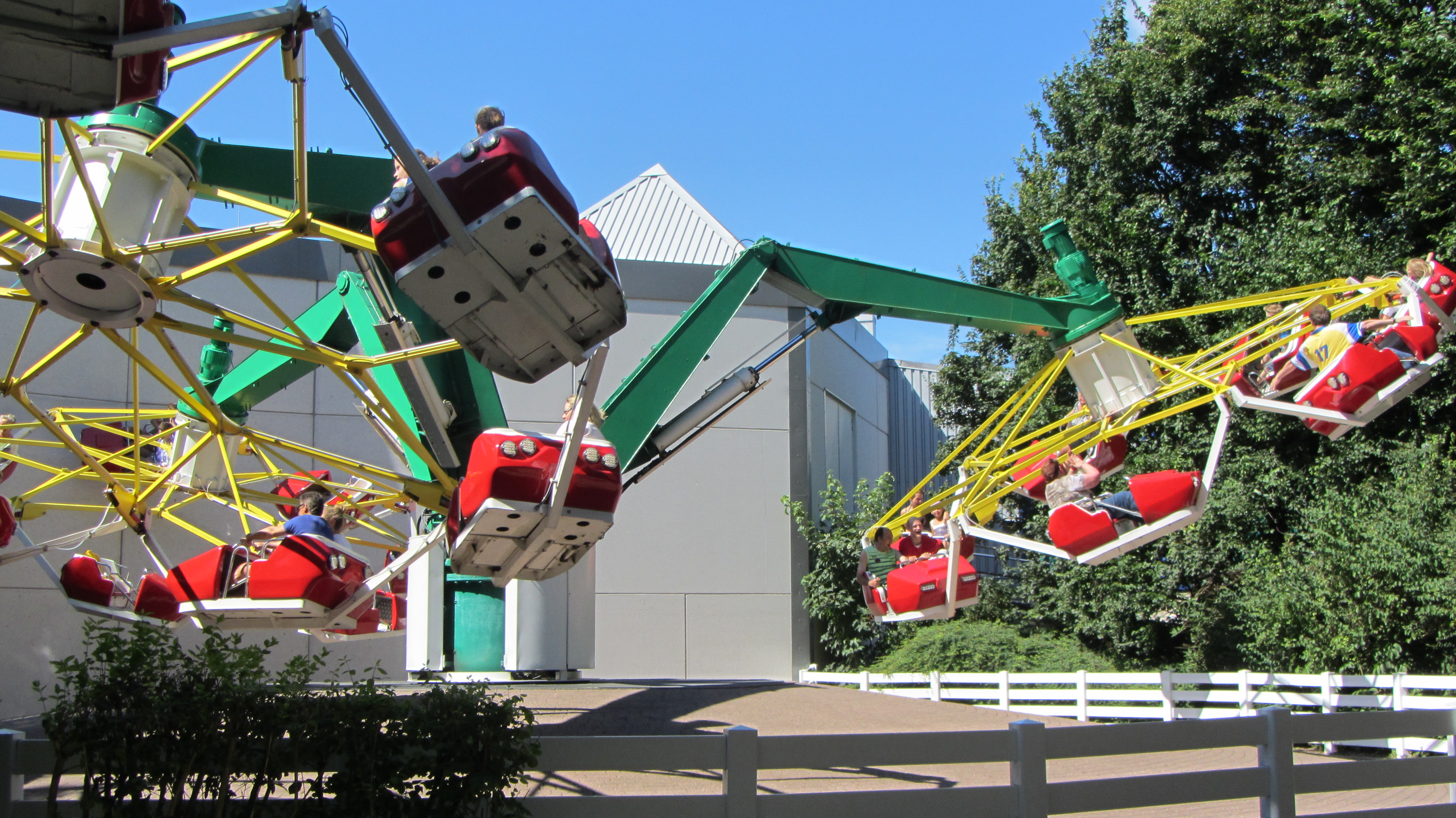
Wellenreiter à Hansaland